# Synasellus transmontanus
Synasellus transmontanus là một loài chân đều trong họ Asellidae. Loài này được Braga miêu tả khoa học năm 1959.